# 伏尔加鸟属
伏尔加鸟属（学名：Volgavis）是种已灭绝的史前鸟类，可能属于鸻形目，生存于晚白垩世的俄罗斯伏尔加格勒州，模式种海洋伏尔加鸟（V. marina）由L. Nessov和A. A. Yarkov于1989年描述。